# SAR-Klasse HF
Die Fahrzeuge der Klasse HF der South African Railways (SAR) waren Gelenklokomotiven der Bauart Modified Fairlie. Es war die dritte und letzte Klasse dieser Bauform, die es so nur bei der SAR gegeben hat. Warum die Bahn auf die Klassenbezeichnungen FC und FD nicht „FE“ folgen ließ, sondern HF für „Henschel Fairlie“, ist heute nicht mehr nachvollziehbar.
Zehn Lokomotiven wurden 1927 parallel zu einem Auftrag für Garratt-Lokomotiven der Klasse GE geliefert, 1928 folgte noch eine weitere. Die Triebgestelle beider Klassen waren in ihren Laufwerks- und Zylinderabmessungen gleich, bei der HF wurde jedoch ein Barrenrahmen anstelle des Plattenrahmens verwendet. Anders als bei den Klassen GC und FC bzw. GD und FD unterschieden sich die Kessel von GE und HF deutlich: Bei etwa gleicher Rostfläche und Strahlungsheizfläche hatte der Kessel der HF bei kleinerem Durchmesser eine größere Länge. Daraus resultierte eine kleinere Rohrheizfläche, aber ein größerer Überhitzer.
Optisch ähnelte die HF der Klasse GF; die Führerhäuser hatten die für deutsche Einheitslokomotiven charakteristische seitliche Abschrägung im oberen Bereich, die in Südafrika sonst nicht üblich war.
Als Nachteil der Modified Fairlie gegenüber der Garratt erwiesen auch hier die großen Überhänge, die zu einer höheren Beanspruchung der Drehzapfen führten und damit zu einem höheren Wartungsaufwand. Die HF-Lokomotiven wurden bis 1951 ausgemustert, während die parallel beschafften GE-Garratts noch bis in die 1970er Jahre im Einsatz waren. Kein Exemplar der Klasse HF ist erhalten geblieben.